# Hợp chúng quốc Colombia
Hợp chúng quốc Colombia (tiếng Tây Ban Nha: Estados Unidos de Colombia) là tên gọi thông qua vào năm 1861 bởi hiến pháp Rionegro của Liên bang Granadine sau nhiều năm nội chiến. Colombia đã trở thành một nhà nước liên bang tự bao gồm chín "nhà nước có chủ quyền". Nó bao gồm các quốc gia ngày nay của Colombia và Panama và các bộ phận của tây bắc Brasil. Sau vài năm nữa của cuộc nội chiến liên tục, nó được thay thế bằng trung tâm hơn Cộng hòa Colombia vào năm 1886, tiền thân của Colombia hiện đại.

## Lịch sử
Sau nhiều cuộc chiến giữa các tỉnh của Liên bang Granadine (1858–1863) là cuộc chiến cuối cùng do tỉnh Cauca chỉ huy bởi Tomás Cipriano de Mosquera, lãnh đạo của 9 tỉnh gặp nhau ở Rionegro, Antioquia cho mục đích này để tạo ra một hiến pháp mới, trong đó hệ thống chính trị của Liên bang Granadine sẽ trở thành liên bang và tên của nó sẽ được đổi thành Hợp chúng quốc Colombia, thay đổi hoàn toàn một số luật trong nước biến đây thành một quốc gia tự do hơn, loại bỏ quyền lực khỏi các giáo hội, bằng cách trục xuất họ và chiếm đoạt chúng từ nhiều vùng đất, mang vũ khí tự do, giáo dục tiểu học tự do, là một trong nhiều luật thay đổi với cách quản lý mới này.
Sau khi nhận thấy sự bất lực của Ospina trong việc kiểm soát toàn bộ quốc gia, Mosquera quyết định nổi dậy; cuộc nội chiến (1860–1862) kết thúc khi Mosquera và những người tự do cực đoan nắm quyền lực và viết một Hiến pháp liên bang và chống giáo sĩ mới cấm tái tranh cử sau một thời gian hai năm.
Theo cách này, các nhà tự do cấp tiến phụ trách Mosquera đã đạt được quyền lực tuyệt đối của đất nước, với luật của thời kỳ tổng thống hai năm, người ta đã tìm kiếm rằng tất cả các nhà lãnh đạo tự do đều có sự tham gia của chính phủ, rằng họ có thời điểm nắm quyền. vì họ đã đủ thời gian tổng thống được thiết lập quá ngắn và không cần bầu lại ngay lập tức, khiến cho tiến trình của đất nước trong một số vấn đề chậm chạp vì thời gian đó không đủ cho tổng thống, do đó tín dụng được mang theo Tổng thống khác nếu công việc không được hoàn thành sớm.
Tại Hợp chúng quốc Colombia, có những nhà lãnh đạo xuất sắc đã tạo ra những thay đổi quan trọng cho đất nước, Santos Acosta (1867–1868), người quản lý trường đại học quốc gia ngày nay là luật và y khoa, các khoa đầu tiên, Manuel Murillo Toro (1864–1866 và 1872–1874) người quản lý tự do thờ cúng, tạo ra một số tờ báo, đã tạo ra Viện Địa lý Agustín Codazzi, ngân hàng quốc gia và với loại tiền tệ chính thức này được thành lập (trọng lượng vàng), củng cố trường quân sự Manuel Ponce de León, điện báo và xóa bỏ luật tù vì nợ nần, Rafael Núñez (1880–1882 và 1884–1886) thiết lập hôn nhân dân sự trong thị trấn, khởi xướng việc xây dựng kênh đào Panama và đường sắt giữa Bogotá và Girardot, nhiệm kỳ tổng thống thứ hai của ông được gọi là sự tái sinh đang cố gắng phục hồi đất nước vì trong suốt thời gian này, hàng trăm cuộc nội chiến đã diễn ra.
Đến năm 1880, con lắc chính trị đã bắt đầu di chuyển ra khỏi sự thái quá chống đối của những người tự do và hướng tới một cấu trúc chính phủ bảo thủ hơn. Đây là năm mà Rafael Núñez đến trên trường quốc gia, từ thành phố ven biển Cartagena, và được bầu làm tổng thống.
Rafael Núñez đại diện cho một sự thay đổi trong chính phủ ủng hộ khuynh hướng chính trị và cấu trúc xã hội truyền thống, trái với những ý tưởng tự do đã tạo ra Hợp chúng quốc Colombia, Núñez đại diện cho sự kết thúc của chủ nghĩa tự do và khởi đầu một giai đoạn mới đã hứa sẽ phục hồi đất nước kể từ khi xung đột và tự do tạo ra một số vấn đề ở cấp quốc gia.
Nếu điều này tiếp diễn, đất nước sẽ suy thoái hơn nữa vì các quyền tự do làm tổn thương xã hội, giai đoạn này đã cố gắng thể hiện mặt tốt của chủ nghĩa tự do nhưng đó là một phản ánh rằng một quốc gia như Colombia không được chuẩn bị để trở thành một lãnh thổ quốc gia hoàn toàn tự do và phương thuốc cho căn bệnh này được gọi là chủ nghĩa liên bang và chủ nghĩa tự do là sự tái sinh của Núñez.
Tái sinh là một ngoại lệ trong bối cảnh Mỹ Latinh tự do và đại diện cho một trong những dự án quan trọng nhất về xây dựng nhà nước ở Colombia thế kỷ 19. Từ quan điểm hành chính, nó có nghĩa là một sự rạn nứt với các thể chế và tổ chức chính trị – hành chính của chế độ tự do cấp tiến (1863–1878)
Sự tái sinh này mang lại những thay đổi quan trọng, thay thế chính trị hệ thống liên bang bằng một nước cộng hòa thống nhất của chính phủ bảo thủ và trung ương, nền kinh tế có phạm vi bảo hộ, hạn chế tự do dân sự và hạn chế phe đối lập tự do. Tất cả điều này đã được hiện thực hóa trong hiến pháp mới, năm 1886, điều đó sẽ không thể thực hiện được nếu không có giai đoạn tái sinh có thể được coi là một sự chuyển đổi từ thảm họa liên bang sang trật tự của một nước cộng hòa trung ương với khuynh hướng bảo thủ.
Cuối cùng, Hợp chúng quốc Colombia là một dấu hiệu tuyệt vời cho thấy đất nước chúng ta không chuẩn bị và ai biết liệu trong tương lai nó có chuẩn bị cho những xu hướng tự do như vậy trong một xã hội mà hầu hết lịch sử của chúng ta có xu hướng bảo thủ và hệ thống liên bang này đó là một thảm họa tự do theo nghĩa là xã hội thời đó đã xuống cấp đủ do các cuộc chiến xảy ra trong thời kỳ đó, có những tiến bộ đáng kể nhưng cái giá phải trả là một xã hội đã bị phá hủy do thiếu sự kiểm soát.